# Río Yanayacu (Río Huallaga)
Der Río Yanayacu (Quechua: yana für „schwarz“, yacu für „Wasserstelle“) ist ein etwa 55 km langer rechter Nebenfluss des Río Huallaga in der Provinz San Martín in der Region San Martín im zentralen Norden Perus.

## Flusslauf
Der Río Yanayacu entspringt im Norden der Cordillera Azul auf einer Höhe von etwa 700 m. Das Quellgebiet befindet sich im zentralen Süden des Distrikts Chazuta. Der Río Yanayacu durchquert das Hügelland, anfangs 20 km in überwiegend ostnordöstlicher Richtung, anschließend in Richtung Nordnordwest. Er weist auf seinem gesamten Flusslauf ein teils stark mäandrierendes Verhalten mit unzähligen engen Flussschlingen und Altarmen auf. Der Río Yanayacu mündet schließlich gegenüber der Ortschaft Pongo in den nach Norden strömenden Río Huallaga, unmittelbar oberhalb dessen letzten Durchbruchstals vor dem Amazonastiefland. Auf den unteren 9 Kilometern bildet der Río Yanayacu die Grenze zum weiter östlich gelegenen Distrikt Huimbayoc.

## Einzugsgebiet
Das Einzugsgebiet des Río Yanayacu umfasst eine Fläche von ungefähr 270 km². Es erstreckt sich über den Südosten des Distrikts Chazuta und liegt im äußersten Norden der Cordillera Azul. Es grenzt im Westen an das der Quebrada Callanayacu, im Süden und im Südosten an das des oberen Río Chipurana sowie im Osten an das des Río Corotayacu, ein linker Nebenfluss des Río Chipurana.

## Ökologie
Das weitgehend unbewohnte Einzugsgebiet besteht aus bis zu 600 m hohen vorandinen Höhenkämmen, die mit Bergregenwald bedeckt sind. Die dazwischen liegenden Niederungen bestehen aus Sumpfgebieten. Das Areal liegt im äußersten Norden des Nationalparks Cordillera Azul unweit des Amazonastieflands.